# NGC 1146
NGC 1146 é um asterismo na direção da constelação de Perseus. O objeto foi descoberto pelo astrônomo Heinrich d'Arrest em 1864, usando um telescópio refrator com abertura de 11 polegadas. 